# Diogenichthys
Diogenichthys is een geslacht van straalvinnige vissen uit de familie van lantaarnvissen (Myctophidae). Het geslacht is voor het eerst wetenschappelijk beschreven in 1939 door Bolin.

## Soorten
- Diogenichthys atlanticus Tåning, 1928
- Diogenichthys laternatus Garman, 1899
- Diogenichthys panurgus Bolin, 1946